# Course à la direction du Parti québécois de 2016
La course à la direction du Parti québécois de 2016 s'est déclenchée à la suite de la démission de Pierre Karl Péladeau au poste de chef du parti le 2 mai 2016. Sylvain Gaudreault est élu le 6 mai 2016 par le caucus péquiste pour assurer l'intérim jusqu'à l'élection d'un nouveau chef. Au terme de cette course, le 7 octobre 2016, Jean-François Lisée est élu comme nouveau chef.

## Contexte
En 2016, le poste de chef du Parti québécois est vacant. Un nouveau vote est organisé pour désigner le neuvième chef du parti. Il s'agit en fait de la quatrième élection à la direction du parti, faisant suite à celles de 1985, 2005 et 2015. Pierre Marc Johnson, André Boisclair et Pierre Karl Péladeau ont été respectivement élus lors de ces trois scrutins. La majorité des chefs précédents ont été élus sans opposition : René Lévesque en 1968, Jacques Parizeau en 1988, Lucien Bouchard en 1996, Bernard Landry en 2001 et Pauline Marois en 2007.

## Modalités et calendrier
Le 29 mai 2016, le Conférence nationale des présidents et des présidentes (CNPP) a établi que pour devenir candidat il fallait remplir les deux conditions suivantes avant le 30 juin 2016 :
- Déposer 20 000 $ ;
- Recueillir un minimum de 1 500 signatures, avec au minimum dix signatures par instances, de quarante-cinq circonscriptions, de sept régions.

Le mode de scrutin est un vote de type préférentiel adressé aux membres du Parti québécois. La période de votation s'échelonnera du 5 au 7 octobre 2016. Le plafond des dépenses est statué à 200 000 $. La soirée du dévoilement des résultats sera dans la capitale nationale, à Québec.

## Résultats
Jean-François Lisée termine premier lors du premier tour de scrutin avec 47,03 % des votes exprimés, suivi d'Alexandre Cloutier (29,66 %) — pratiquement le même résultat que celui obtenu lors de la précédente course à la direction tenue en 2015 — , de Martine Ouellet (16,46 %), puis de Paul Saint-Pierre Plamondon (6,84 %). À la suite du retrait de M. Plamondon et à la répartition des seconds choix de ses électeurs, M. Lisée l'emporte au second tour avec 50,63 % des votes exprimés.
Lors d'un entretien accordé à L'Actualité, le 24 octobre 2016, M. Lisée affirme que, si les seconds choix de l'électorat de Mme Ouellet avait été également comptabilisés, « j’aurais obtenu 60 %, parce que la majorité des votes de deuxième tour de Martine Ouellet s’en venaient vers moi ».

## Candidats

### Candidatures confirmées
- Alexandre Cloutier, député de Lac-Saint-Jean depuis 2007, a été ministre délégué aux Affaires intergouvernementales canadiennes, à la Francophonie canadienne et à la Gouvernance souverainiste de 2012 à 2014[6]. Il se lance officiellement le 13 mai 2016.
- Jean-François Lisée, député de Rosemont depuis 2012, a été ministre des Relations internationales, de la Francophonie et du Commerce extérieur de 2012 à 2014. Il se lance officiellement le 16 mai 2016.
- Martine Ouellet, députée de Vachon depuis 2010, a été ministre des Ressources naturelles de 2012 à 2014. Elle se lance officiellement le 27 mai 2016.
- Paul Saint-Pierre Plamondon, avocat, chroniqueur et fondateur du mouvement politique des Orphelins politiques, s'est lancé officiellement le 3 juin 2016[7].

### Candidatures confirmées puis retirées
Véronique Hivon, députée de Joliette depuis 2008, a été ministre déléguée aux Services sociaux et à la Protection de la jeunesse de 2012 à 2014. Elle se lance officiellement dans la course le 9 mai 2016. Cependant, le 26 août 2016, elle annonce qu'elle se retire de la course pour des raisons de santé.

### Candidats potentiels ayant refusé
Les candidats potentiels ayant refusé ne se sont pas « désistés », car ils n'ont pas déclaré se lancer dans la course et n'ont fait aucune collecte de signatures ou de dons. Ce sont des gens ayant été sollicités ou ayant donné l'impression de se lancer, pour ensuite déclarer leur refus (dans au moins un cas en corrigeant une fausse nouvelle).
Ces candidats potentiels sont :
- Jean-Martin Aussant, le 8 mai 2016 ;
- Bernard Drainville, le 6 mai 2016 ;
- Nicolas Marceau, le 11 mai 2016 ;
- Pascal Bérubé, le 3 mai 2016[8] ;
- Régis Labeaume, le 3 mai 2016 ;
- Pierre Céré, le 1er juin 2016.

## Propositions des candidats

### Alexandre Cloutier
Alexandre Cloutier formule plusieurs propositions dont :
- mettre en œuvre la Déclaration des Nations unies sur les droits des peuples autochtones[9] ;
- inscrire le droit à la francisation dans la Charte des droits et libertés du Québec ;
- abolir l'incorporation des médecins et les fiducies familiales ;
- effectuer des consultations avec des experts afin d'établir le bon nombre d'immigrants à recevoir[10] ;
- créer un Conseil constitutionnel québécois[11] ;
- adopter une Constitution[11] ;
- imposer la Loi 101 aux entreprises de compétences fédérales (banques, télécommunications, etc.)[11] ;
- mettre fin au financement du lieutenant-gouverneur du Québec[11] ;
- mettre fin au serment d'allégeance à la Reine d'Angleterre lors de l'assermentation des députés[11] ;
- déposer un document étoffé des avantanges financiers d'un Québec souverain, ainsi qu'une liste de questions et de réponses en 2017[11].

### Véronique Hivon
Véronique Hivon propose :
- de déposer un projet de réforme dans les 100 premiers jours sur le mode de scrutin afin d’y inclure des éléments de proportionnalité[12]
- d'assouplir la ligne du parti en instaurant le vote libre pour les députés sur des sujets qui ne concernent ni le programme du parti, ni les enjeux budgétaires et ni la confiance envers le gouvernement[12]
- de favoriser des mandats d’initiatives et des commissions multipartites sur de grands sujets de société, comme ce fut le cas pour Mourir dans la dignité[12]
- de rendre la période de questions à l'Assemblée nationale moins partisane[12]
- de permettre à l'Assemblée nationale des périodes d’échanges plus longs pour traiter d’enjeux de fond[12]
- de mettre sur pied une assemblée constituante afin d’élaborer un projet de Constitution d’un Québec indépendant[13]
- la fin du paiement à l’acte des médecins[14]

### Jean-François Lisée
Jean-François Lisée propose :
- de tenir un référendum sur l'indépendance du Québec lors d'un second mandat du Parti québécois en 2022[15].
- de geler l'enveloppe de rémunération des médecins, spécialistes et omnipraticiens jusqu'à ce que la rémunération globale se rééquilibre autour d'une norme québécoise de la part de la richesse que la société consent à verser à ses médecins[16].

### Martine Ouellet
Martine Ouellet propose :
- de déposer un projet de Constitution de transition d'ici le début de l'été[17] ;
- d'organiser un référendum sur l'indépendance du Québec dans un premier mandat[17].

### Paul Saint-Pierre Plamondon
Paul Saint-Pierre Plamondon de ne pas tenir de référendum dans un premier mandat

## Position des députés du caucus péquiste durant la course
La députation du Parti québécois comptait 28 députées et députés. De ceux-ci, 3 députés se sont présentés (Alexandre Cloutier, Jean-François Lisée et Martine Ouellet). Des 25 députés qui ne se présentaient pas, 4 ont dû rester neutres à cause de leurs fonctions d'officiers parlementaires et 2 ont décidé de demeurer neutres (dont Véronique Hivon qui se présentait avant de devoir abandonner pour cause de maladie). Les 19 autres ont donné leur appui à un ou une candidate.

### Députés appuyant Alexandre Cloutier
Total partiel : 13 sur 21
- François Gendron, député d'Abitibi-Ouest
- Maka Kotto, député de Bourget
- Harold LeBel, député de Rimouski
- Mireille Jean, députée de Chicoutimi
- Guy Leclair, député de Beauharnois
- Agnès Maltais, députée de Taschereau
- Martin Ouellet, député de René-Lévesque
- Sylvain Rochon, député de Richelieu
- Sylvain Roy, député de Bonaventure
- Dave Turcotte, député de Saint-Jean
- Nicole Léger, députée de Pointe-aux-Trembles
- Diane Lamarre, députée de Taillon
- Sylvain Pagé, député de Labelle

### Député appuyant Jean-François Lisée
Total partiel: 6 sur 21
- Pascal Bérubé, député de Matane
- Carole Poirier, députée d'Hochelaga-Maisonneuve
- Mathieu Traversy, député de Terrebonne
- André Villeneuve, député de Berthier
- Alain Therrien, député de Sanguinet
- Nicolas Marceau, député de Rousseau

### Député appuyant Martine Ouellet
Total partiel: 0 sur 21

### Député appuyant Paul Saint-Pierre Plamondon
Total partiel: 0 sur 20

### Députés restés neutres

#### Députés restés neutres tout au long de la course
Total partiel: 2 sur 21
- Véronique Hivon, après s'être elle-même retirée de la course
- Claude Cousineau, député de Bertrand

#### Députés qui doivent rester neutres à cause de leurs fonctions parlementaires
Total: 4 sur 28 (caucus total)
Le poste de leader parlementaire de l'opposition a été occupé par Nicolas Marceau durant la bonne partie de la course, avant que celui-ci ne le quitte pour appuyer Jean-François Lisée. Il est à préciser que celui-ci a quitté son poste le 6 octobre, alors que la fin du vote et l'annonce du ou de la gagnante étaient prévus pour le 7 octobre. Le moment choisi par Marceau fait en sorte que le Parti québécois n'a pas eu besoin de se trouver de leader parlementaire intérimaire (surtout considérant l'idée que le nouveau chef élu rebrassera probablement les postes occupés par les députés).
- Sylvain Gaudreault, chef intérimaire;
- Stéphane Bergeron, whip en chef de l'opposition officielle;
- Gaétan Lelièvre, leader parlementaire adjoint de l'opposition officielle;
- Lorraine Richard, présidente du caucus de l'opposition officielle.

## Députés qui se présentent
- Alexandre Cloutier, député de Lac-Saint-Jean
- Jean-François Lisée, député de Rosemont
- Martine Ouellet, députée de Vachon

## Déroulement de l'appui des députés
Le 30 mai 2016, Alain Therrien, Nicolas Marceau et Mireille Jean ont fait une proposition sur la méthode d'accession à l'indépendance. En effet, ils affirment que la prochaine élection devrait être « anti statu quo ». En effet, ils proposent de créer deux secrétariats, soit un sur l'indépendance et un sur le fédéralisme renouvelé. Après les résultats de ces deux secrétariats, trois ans après l'élection de 2018, ils proposent de tenir une consultation populaire dans laquelle les Québécois choisiraient entre l'indépendance ou le fédéralisme renouvelé. Ils affirment qu'ils se rallieront à un candidat qui désire porter cette idée.

## Appuis

### Alexandre Cloutier

#### Anciens élus du Parti québécois
- Bernard Landry, ancien premier ministre, ancien chef du Parti québécois et ancien député de Verchères[19]
- Stéphan Tremblay, ancien député de Lac-Saint-Jean[20]
- Scott McKay, ancien député de Repentigny[21]

#### Du monde politique
- Gilles Duceppe, ancien chef du Bloc québécois et ancien député fédéral du Bloc québécois de Laurier–Sainte-Marie[22] ;
- Michel Lagacé, préfet de la MRC de Rivière-du-Loup[23] ;
- Sylvain Tanguay, ancien directeur général du Parti québécois sous Pauline Marois et Lucien Bouchard, et directeur ou conseiller politique de cabinets[24] ;
- Geneviève Décarie, ancienne organisatrice de Pierre Karl Péladeau et du Bloc québécois[24] ;
- Louis-Philippe Bourgeois, ancien organisateur d'André Boisclair, Pierre Karl Péladeau et du Bloc québécois[24].
- Madeleine Dalphond-Guiral, ancienne députée du Bloc québécois pour Laval-Centre[21]
- Pierre Paquette, ancien député du Bloc québécois pour Joliette[21]

#### Du monde des arts et des sciences
- Louis-Jean Cormier, chanteur[25] ;
- Serge Denoncourt, metteur en scène[25] ;
- Catherine Durand, chanteuse[25] ;
- Serge Fiori, chanteur[26]
- Michel Rivard, chanteur[25] ;
- Steve Veilleux, chanteur du groupe Kaïn[25].

### Jean-François Lisée

#### Anciens élus du Parti québécois
- Joseph Facal, ancien député de Fabre et ancien ministre délégué aux Affaires intergouvernementales canadiennes, ancien ministre des Relations avec les citoyens et de l’Immigration, ancien président du Conseil du trésor et ancien ministre d’État à l’Administration et à la Fonction publique[27]
- Denis Vaugeois, député de Trois-Rivières de 1976 à 1985 et ministre des Affaires culturelles de 1978 à 1981[28]
- Claude Boucher, député de Johnson pour le Parti québécois de 1994 à 2007[28]
- Léandre Dion, député du Parti québécois dans Saint-Hyacinthe de 1994 à 2007[28]
- Rhéal Rancourt, député du Parti québécois dans Saint-François de 1976 à 1985[28]

#### Du monde politique
- Gérald Larose, syndicaliste et président du Conseil de la souveraineté du Québec[29]

### Martine Ouellet

#### Ancien élu du Parti québécois
- Gilbert Paquette, ancien député de Rosemont et ancien ministre de la Science et de la Technologie[30].

#### Du monde politique
Elle a l'appui de la majorité des sept députés bloquistes n'ayant pas un devoir de réserve (quatre pour Ouellet, un pour Hivon, deux ne se sont pas prononcés, trois ont un devoir de réserve).
- Andrée Ferretti, militante féministe et indépendantiste, et écrivaine[31] ;
- Xavier Barsalou-Duval, député fédéral du Bloc québécois de Pierre-Boucher–Les Patriotes–Verchères[32] ;
- Louis Bernard, ancien secrétaire général du gouvernement du Québec[33] ;
- Michel Boudrias, députée fédérale du Bloc québécois dans Terrebonne[34] ;
- Jocelyn Desjardins, président-fondateur du NMQ et syndicaliste[31] ;
- Pierre Dubuc, rédacteur de L'aut'journal[31] ;
- Marilène Gill, députée fédérale du Bloc québécois dans Manicouagan[34].
- « Une nouvelle coalition indépendantiste appuie Martine Ouellet »[35]

#### Du monde des arts et des sciences
- Denis Trudel, comédien et ancien candidat fédéral du Bloc québécois dans Longueuil–Saint-Hubert[36].
- Victor-Lévy Beaulieu (VLB), écrivain[37]
- Raôul Duguay, musicien[38]

### Véronique Hivon
Véronique Hivon reçoit plusieurs soutiens d'anciens élus du Parti québécois, dont :
- Marie Bouillé, ancienne députée d'Iberville[39] ;
- Gilles Chapadeau, ancien député de Rouyn-Noranda–Témiscamingue[40] ;
- Linda Goupil, ancienne députée de Lévis et ancienne ministre de la Justice appuie désormais Jean-François Lisée[41].

Nathaly Dufour, ancienne présidente et chef intérimaire d'Option nationale, lui apporte aussi son soutien.
En annonçant qu'elle se retire de la course à la chefferie le 26 août 2016, Véronique Hivon affirme qu'elle restera neutre le reste de la campagne.

## Sondages
| Dernier jour du sondage | Alexandre Cloutier | Véronique Hivon | Jean-François Lisée | Martine Ouellet | Paul Saint-Pierre Plamondon | Ne sais pas/Refus | Maison de sondage |
| ----------------------- | ------------------ | --------------- | ------------------- | --------------- | --------------------------- | ----------------- | ----------------- |
| 19 septembre 2016       | 37 %               | -               | 36 %                | 22%             | 5 %                         | -                 | CROP              |
| 1er septembre 2016      | 39 %               | -               | 23 %                | 18 %            | 1 %                         | 19 %              | Léger             |
| 11 juin 2016            | 37 %               | 14 %            | 15 %                | 7 %             | 2 %                         | 47 %              | Léger             |
| 6 mai 2016              | 27 %               | 11 %            | 6 %                 | 4 %             | -                           | 23 %              | Léger             |

| Dernier jour du sondage | Alexandre Cloutier | Véronique Hivon | Jean-François Lisée | Martine Ouellet | Paul Saint-Pierre Plamondon | Maison de sondage |
| ----------------------- | ------------------ | --------------- | ------------------- | --------------- | --------------------------- | ----------------- |
| 23 mai 2016             | 70 vs 8 %          | 68 vs 8 %       | 52 vs 30 %          | 49 vs 20 %      | N/A                         | CROP              |

## Financement[48]
| Candidat(e)s             | Financement  | Donateurs |
| ------------------------ | ------------ | --------- |
| Jean-François Lisée      | 115 103,00 $ | 1346      |
| Alexandre Cloutier       | 107 265,00 $ | 1113      |
| Martine Ouellet          | 95 599,00 $  | 1507      |
| Véronique Hivon          | 58 156,00 $  | 502       |
| Paul St-Pierre-Plamondon | 54 038,00 $  | 789       |
| Total                    | 430 161,00 $ | 5257      |